# UFC Fight Night: Diaz vs. Neer
UFC Fight Night: Diaz vs. Neer（ユーエフシー・ファイトナイト：ディアス・バーサス・ニアー、別名UFC Fight Night 15）は、アメリカ合衆国の総合格闘技団体「UFC」の大会の一つ。2008年9月17日、ネブラスカ州オマハのオマハ・シビック・オーディトリウムで開催された。

## 大会概要
本大会ではマイク・マッセンジオ、ジェイソン・ブリルズ、ジョー・ヴェデポ、そして活動停止となったIFLのミドル級王者ダン・ミラーが初参戦した。
メインイベントではネイサン・ディアスがジョシュ・ニアーに2-1のスプリット判定で勝利を収めた。

## 試合結果

### プレリミナリィカード
第1試合 ミドル級 5分3R
○  ダン・ミラー vs.  ロブ・キモンズ ×
1R 1:27 チョークスリーパー
第2試合 ミドル級 5分3R
○  マイク・マッセンジオ vs.  ドリュー・マクフェドリーズ ×
1R 1:28 チキンウィングアームロック
第3試合 ライトヘビー級 5分3R
○  ジェイソン・ブリルズ vs.  ブラッド・モリス ×
2R 2:54 TKO（レフェリーストップ：パウンド）
第4試合 ライト級 5分3R
○  ジョー・ローゾン vs.  カイル・ブラッドリー ×
2R 1:34 TKO（レフェリーストップ：パウンド）
第5試合 ミドル級 5分3R
○  ウィウソン・ゴヴェイア vs.  ライアン・ジェンセン ×
2R 2:04 腕ひしぎ十字固め
第6試合 ミドル級 5分3R
○  アレッシオ・サカラ vs.  ジョー・ヴェデポ ×
1R 1:27 KO（左ハイキック）

### メインカード
第7試合 ライトヘビー級 5分3R
○  エリック・シェイファー vs.  ヒューストン・アレクサンダー ×
1R 4:53 肩固め
第8試合 ミドル級 5分3R
○  アラン・ベルチャー vs.  エド・ハーマン ×
3R終了 判定2-1（29-28、28-29、29-28）
第9試合 ライト級 5分3R
○  クレイ・グイダ vs.  マック・ダンジグ ×
3R終了 判定3-0（30-27、29-28、29-28）
第10試合 ライト級 5分3R
○  ネイサン・ディアス vs.  ジョシュ・ニアー ×
3R終了 判定2-1（29-28、29-28、28-29）

### 各賞
ファイト・オブ・ザ・ナイト： ネイサン・ディアス vs. ジョシュ・ニアー
ノックアウト・オブ・ザ・ナイト： アレッシオ・サカラ
サブミッション・オブ・ザ・ナイト： ウィウソン・ゴヴェイア
各選手にはボーナスとして30,000ドルが支給された。